# Domnall mac Muirchertach
Domnall Illchelgach Mac Muirchertach co Ard ri Érenn de 565 à 566.

## Origine
Domnall Mac Muirchertach était le fils de Muirchertach Mac Ercae fondateur de la puissance du Cenél nÉogain et de Duisech une fille de Dauí Tenga Uma Uí Briúin roi de Connacht.

## Co Ard ri Erenn
Domnall apparaît dans les Annales comme un des chefs de la coalition des Uí Neill du Nord qui furent vainqueurs l’Ard ri Érenn Diarmait mac Cerbaill à la bataille de Cúl Dreimne.
Les Annales le désignent avec son frère Forgus ou Fergus comme les successeurs conjoints du roi Diarmait mac Cerbaill. La même année ou l'année suivante les deux frères sont mentionnés comme les vainqueurs de la bataille de Gabair Liphi contre le Laigin.
La mort de Domnall, seul (?) est relevée l’année suivante par les Annales d'Ulster. Celles des deux frères ensemble par les Annales des quatre maîtres. Les annalistes précisent ensuite que la succession fut assurée par Ainmere mac Sétnai du Cenél Conaill autre clan issu des Ui Neill du Nord.

## Union et postérité
Domnall mac Muirchertach épousa Brig fille de Forgg des Ui Meic Cairthinn dont :
- Eochu co ard ri Érenn avec son oncle Báetán mac Muirchertach ;
- Colcu roi d’ Ailech tué en 580/581 par Áed mac Ainmerech[5] ;
- Áed Uaridnach ard ri Érenn.